# Molasa óptica

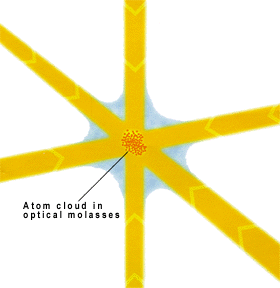
Esquema de la molasa óptica.

La molasa óptica es una técnica de enfriamiento LASER que puede enfriar átomos neutrales a temperaturas más frías que una trampa magnetoóptica (MOT). Una molasa óptica consiste en 3 pares de rayos LASER polarizados circularmente que se propagan uno contra otro y se intersecan en la región donde los átomos están presentes. La diferencia principal entre la molasa óptica y una MOT es la ausencia de un campo magnético en la anterior. Mientras que una típica MOT de sodio puede enfriar los átomos hasta 300 µK, la molasa óptica puede enfriar los átomos hasta 40 µK, un orden de magnitud más frío.

## Historia
Cuando a finales de los años 1970 llegaron a ser comunes el enfriamiento LASER y las MOT, fue predicho un límite teórico en la temperatura más baja posible. Conocido como el límite Doppler, este fue tomado por la temperatura más baja posible alcanzable en una MOT que consideraba el enfriamiento de átomos por enfriamiento Doppler y el calentamiento de los átomos debido a la dispersión de los fotones del LASER
Los experimentos en el National Institute of Standards and Technology, en Gaithersburg, encontraron que la temperatura de los átomos enfriados estaba bastante debajo del límite teórico. Inicialmente, fue una sorpresa para los teóricos, hasta que vino la explicación completa.

## Teoría
La mejor explicación del fenómeno de la molasa óptica está basada en el principio de enfriamiento de gradiente de polarización. Contrapropagando rayos de luz polarizada circularmente causa una onda de soporte, donde la polarización de la luz depende de la localización espacial. El desplazamiento Stark AC de átomos en subniveles magnéticos diferentes también es dependiente de la posición espacial. La idea básica es que los átomos que se mueven con una velocidad suben a una colina del gradiente de polarización, perdiendo su velocidad de esta manera. En el tope de la colina, los átomos son resonantes con otras molasas ópticas, absorben un fotón decaen en un subnivel magnético de una energía más baja, de tal modo habiendo vertido algo de su velocidad.